# Wendell Young
Wendell Edward Young (* 1. August 1963 in Halifax, Nova Scotia) ist ein ehemaliger kanadischer Eishockeytorwart und -trainer sowie derzeitiger -funktionär, der im Verlauf seiner aktiven Karriere zwischen 1980 und 2001 unter anderem 189 Spiele für die Vancouver Canucks, Philadelphia Flyers, Pittsburgh Penguins und Tampa Bay Lightning in der National Hockey League (NHL) bestritten hat. Den Großteil seiner Karriere verbrachte Young jedoch in den Minor Leagues American Hockey League (AHL) und International Hockey League (IHL), wo er 530 Partien absolvierte. Die längste Zeit verbrachte er dabei bei den Chicago Wolves in der IHL, die seine Trikotnummer 1 im Dezember 2001 sperrten und seitdem nicht mehr vergeben. Young ist zudem der einzige Spieler der Eishockey-Geschichte, der während seiner aktiven Laufbahn den Stanley Cup, Calder Cup, Turner Cup und Memorial Cup gewinnen konnte. Den Stanley Cup errang er dabei in Diensten der Pittsburgh Penguins in den Jahren 1991 und 1992. Seit dem Jahr 2009 ist Young General Manager der Chicago Wolves, für die er bereits seit 2003 tätig ist.

## Karriere
Young verbrachte zwischen 1980 und 1983 eine überaus erfolgreiche Juniorenzeit bei den Kitchener Rangers in der Ontario Hockey League (OHL). Dort war der 17-jährige Torwart bereits in seinem Rookiejahr Stammtorwart. In seinen ersten beiden Jahren in der Liga gewann Young an der Seite von späteren NHL-Spielern wie Al MacInnis, Scott Stevens und Brian Bellows jeweils den J. Ross Robertson Cup der OHL. Zudem errang das talentierte Team im Jahr 1982 den prestigeträchtigen Memorial Cup des Dachverbands Canadian Hockey League (CHL), womit die Mannschaft das Double gewann. Der Schlussmann war bereits nach seiner Rookiespielzeit im NHL Entry Draft 1981 in der vierten Runde an 73. Stelle von den Vancouver Canucks aus der National Hockey League (NHL) ausgewählt worden. In der Folge seiner dritten Juniorensaison in der OHL, in der er ins Third All-Star Team der Liga berufen worden war, wechselte Young zur Saison 1983/84 in den Profibereich.
In den ersten beiden Jahren seines Profitums wurde der Kanadier von den Vancouver Canucks in deren Farmteams eingesetzt. So stand er in der Spielzeit 1983/84 für die Salt Lake Golden Eagles in der Central Hockey League (CHL), die Milwaukee Admirals in der International Hockey League (IHL) und die Fredericton Express in der American Hockey League (AHL) zwischen den Pfosten. Ab der folgenden Saison war er ausschließlich dem Kader der Fredericton Express zugehörig, wo er als Ersatzmann von Clint Malarchuk fungierte. Zur Spielzeit 1985/86 schaffte Young den erhofften Sprung ins NHL-Aufgebot Vancouvers und war auch dort als Ersatzmann tätig. Er unterstützte und entlastete den etatmäßigen Stammtorwart Richard Brodeur und absolvierte 22 Spiele. Hinzu kamen auch immer wieder Einsätze bei den Express in der AHL, um ihm ausreichend Spielpraxis zu geben und ihn wettbewerbsfähig zu halten. Dieses Muster setzte sich auch im folgenden Jahr fort, allerdings spielte er wieder häufiger in der AHL und seltener in der NHL, da ihm sein Posten als Ersatztorwart von Frank Caprice streitig gemacht worden war. Im August 1987 trennten sich die Canucks schließlich von ihrem Nachwuchsgoalie und schickten ihn in einem Transfer gemeinsam mit einem Drittrunden-Wahlrecht im NHL Entry Draft 1990 zu den Philadelphia Flyers, die im Gegenzug Darren Jensen und Daryl Stanley an die kanadische Westküste abgaben.
In der Organisation der Flyers, der er nur ein Jahr angehörte und sechs Spiele für Philadelphia selbst in der NHL absolvierte, war Young erstmals in seiner Profikarriere Stammtorhüter. Er kam bei den Hershey Bears in der AHL zum Einsatz, die mit ihm zwischen den Pfosten als punktbestes Team der regulären Saison als Topfavorit in die Playoffs um den Calder Cup gingen. Youngs Spielweise mit einer Fangquote von 92,0 Prozent und einem Gegentorschnitt von 2,12 führte das Team letztlich ungeschlagen zum Gewinn des Calder Cups. Seine Playoff-Siegesserie von zwölf Spielen ist ein gültiger AHL-Rekord, den weder vor noch nach ihm ein Torwart erreicht hat. Neben dem Gewinn des Calder Cups erhielt der Keeper zahlreiche individuelle Auszeichnungen. So wurde er als Most Valuable Player der Playoffs mit der Jack A. Butterfield Trophy ausgezeichnet. Darüber hinaus erhielt er den Aldege „Baz“ Bastien Memorial Award als bester Torwart der Saison und wurde ins AHL First All-Star Team berufen. Seine Leistungen erweckten schließlich auch die Aufmerksamkeit anderer Franchises, und so wurde er im September 1988 abermalig Teil eines Transfergeschäfts. Die Pittsburgh Penguins tauschten für ihn und ein Siebtrunden-Wahlrecht der Flyers im NHL Entry Draft 1990 ein Drittrunden-Wahlrecht desselben Drafts ein.

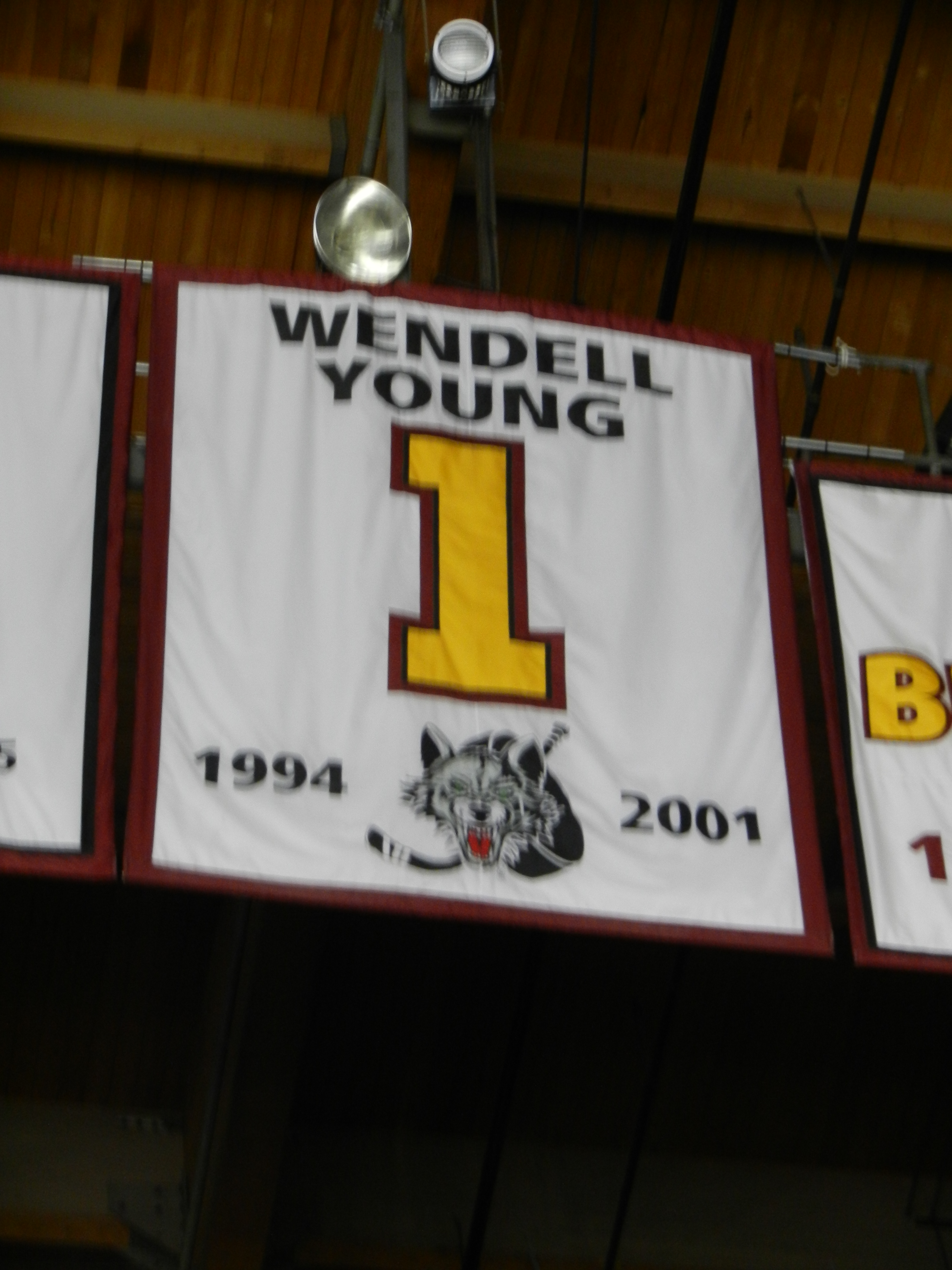
Das Banner von Youngs gesperrter Trikotnummer 1 unter der Hallendecke der Allstate Arena

Bei den Penguins war Young in den folgenden vier Jahren aktiv. In seinem ersten Jahr bei dem Team stand Young in der Rangfolge hinter Tom Barrasso, ehe er zur Spielzeit 1989/90 die Hauptspielanteile von Barrasso übernahm. Dies änderte sich ab dem Saisonbeginn 1991 aber wieder und Barrasso stand wieder hauptsächlich zwischen den Pfosten. Die Pens schickten sich in diesem und dem folgenden Jahr an mit Spielern wie Mario Lemieux, Mark Recchi, Ron Francis, Kevin Stevens, Paul Coffey, Larry Murphy und Jaromír Jágr zweimal in Folge den Stanley Cup zu gewinnen. Weil Young als Ersatztorwart die nötige Anzahl von Einsätzen in der regulären Saison absolviert hatte, wurde sein Name in beiden Jahren auf dem Sockel des Cups verewigt. Nach dem zweiten Stanley-Cup-Gewinn endete Youngs erfolgreiche Zeit bei den Penguins, da er im Vorfeld des NHL Expansion Draft 1992 von Pittsburgh ungeschützt gelassen worden war und sich die neu gegründeten Tampa Bay Lightning so seine Rechte im Expansion-Draft sicherten.
Nachdem der kanadische Schlussmann das Team im ersten Jahr seines Bestehens noch gemeinsam mit Pat Jablonski und Jean-Claude Bergeron durch die Saison 1992/93 geführt hatte, führte eine im September 1993 erlittene Schulterverletzung dazu, dass er das folgende Spieljahr nahezu komplett verpasste und nur neun NHL-Partien absolvierte. Die durch den Lockout verkürzte und später begonnene NHL-Saison 1994/95 verbrachte er größtenteils bei den Chicago Wolves in der International Hockey League (IHL), ehe er im Februar 1995 von den Pittsburgh Penguins in einem Transfer für zukünftige Gegenleistungen (future considerations) zurückgeholt wurde. Die Penguins benötigten einen Back-up für Ken Wregget, nachdem sich Barrasso am Fuß verletzt hatte und länger ausfiel. Am Saisonende wurde Youngs auslaufender Vertrag nicht verlängert.
Er unterzeichnete daher im Juli 1995 als Free Agent einen Vertrag bei den Chicago Wolves, denen er in den folgenden sechs Jahren bis zur Auflösung der IHL und seinem Karriereende treu blieb. Während dieser Zeit war er die uneingeschränkte Stammkraft im Tor Chicagos. In den Jahren 1998 und 2000 führte er das Team jeweils zum Gewinn des Turner Cups, womit Young – auch bedingt durch die Auflösung der IHL im Jahr 2001 
 – der einzige Spieler der Geschichte ist, der die vier großen Trophäen des nordamerikanischen Eishockeys – nämlich Memorial, Calder, Turner und Stanley Cup – in seiner aktiven Karriere gewinnen konnte. Dies brachte ihm den Spitznamen „Ringmaster“ ein. Zudem wurde er während seiner Zeit in der „Windy City“, in der er in der Saison 1997/98 mit 16 Siegen und 20 ungeschlagenen Spielen in Folge zwei IHL-Rekorde für Torhüter und zudem zahlreiche weitere franchiseinterne aufstellte, im Jahr 2001 als IHL Man of the Year ausgezeichnet. Die Auszeichnung ging einher mit seinem Rücktritt vom aktiven Sport im Sommer 2001. Die Wolves sperrten seine Trikotnummer 1 nur wenige Monate später am 1. Dezember 2001 und vergeben sie seitdem an keinen anderen Spieler mehr.
Bereits während seiner Zeit als Aktiver hatte sich Young um die Zeit nach seinem Karriereende bemüht. So hatte er im Jahr 1994 Anteile am neu gegründeten Franchise Halifax Mooseheads aus seiner Geburtsstadt Halifax in der Provinz Nova Scotia erworben. Die Anteile des Teilnehmers an der kanadischen Juniorenliga Ligue de hockey junior majeur du Québec (LHJMQ) verkaufte er im Jahr 2001 wieder und kaufte sich stattdessen beim Ligakonkurrenten Castors de Sherbrooke ein, mit denen er im Jahr 2003 auch die Umsiedlung des Franchises in die Vereinigten Staaten und Umbenennung zu Lewiston MAINEiacs beging. Im Jahr 2004 verkaufte er seine Anteile auch dort. 
Young selbst blieb nach seinem Rücktritt aktiv im Franchise der Chicago Wolves, das nun der AHL angehörte, tätig. Er wurde als Director of Team Relations angestellt. Gleichzeitig war er zudem bis zum September 2003 als Assistenz- und Torwarttrainer der Calgary Flames in der NHL beschäftigt. Ab September 2003 arbeitete er dann alleinig bei den Wolves in der Funktion als Assistenz- und Torwarttrainer und gewann im Jahr 2008 erneut den Calder Cup mit der von ihm betreuten Mannschaft. Vor der Saison 2009/10 wurde der Kanadier zum General Manager des Franchises befördert. In dieser Funktion erhielt er im Jahr 2018 den Thomas Ebright Award der AHL. 

## Erfolge und Auszeichnungen
| - 1981 J.-Ross-Robertson-Cup-Gewinn mit den Kitchener Rangers - 1982 J.-Ross-Robertson-Cup-Gewinn mit den Kitchener Rangers - 1982 Memorial-Cup-Gewinn mit den Kitchener Rangers - 1983 OHL Third All-Star Team - 1988 Calder-Cup-Gewinn mit den Hershey Bears - 1988 Jack A. Butterfield Trophy - 1988 Aldege „Baz“ Bastien Memorial Award - 1988 AHL First All-Star Team - 1991 Stanley-Cup-Gewinn mit den Pittsburgh Penguins | - 1992 Stanley-Cup-Gewinn mit den Pittsburgh Penguins - 1997 IHL-Torwart des Monats Dezember - 1998 Turner-Cup-Gewinn mit den Chicago Wolves - 2000 IHL-Torwart des Monats Februar - 2000 Turner-Cup-Gewinn mit den Chicago Wolves - 2001 IHL Man of the Year - 2001 Sperrung der Trikotnummer 1 durch die Chicago Wolves - 2008 Calder-Cup-Gewinn mit den Chicago Wolves (als Assistenztrainer) - 2018 Thomas Ebright Award (als General Manager) |

## Karrierestatistik
(Legende zur Torhüterstatistik: GP oder Sp = Spiele insgesamt; W oder S = Siege; L oder N = Niederlagen; T oder U oder OT = Unentschieden oder Overtime- bzw. Shootout-Niederlage; Min. = Minuten; SOG oder SaT = Schüsse aufs Tor; GA oder GT = Gegentore; SO = Shutouts; GAA oder GTS = Gegentorschnitt; Sv% oder SVS% = Fangquote; EN = Empty Net Goal; 1 Play-downs/Relegation; Kursiv: Statistik nicht vollständig)